# Żołna mała
Żołna mała (Merops pusillus) – gatunek małego ptaka z rodziny żołn (Meropidae), zamieszkujący Afrykę Subsaharyjską od Senegalu na wschód po Etiopię i na południe po Republikę Południowej Afryki. Jest bardzo licznym i mało płochliwym gatunkiem żywiącym się w znacznej mierze żądłówkami.

## Morfologia
WyglądWierzch zielony, szyja i gardło jaskrawożółta, czarna przepaska na oku i pod szyją. Charakterystyczna brew koloru modrego. Spód ciała jest koloru kasztanowatego.
Wymiary średniedługość ciała 15–17 cm
 długość skrzydła 7–8 cm
 masa ciała 13–19 g

## Ekologia i zachowanie
BiotopTereny otwarte z luźnymi zakrzewieniami.
GniazdoNora lęgowa wykopana w piaszczystej skarpie lub brzegu, nie głębsza niż 1 metr. W odróżnieniu od innych żołn nie gnieździ się w koloniach.
Jaja2–4 w jednym lęgu.
Wysiadywanieok. 20 dni.
PożywienieChwytane w locie owady, głównie błonkówki, chrząszcze, motyle, muchówki i prostoskrzydłe, które dopada po krótkim pościgu ze stałego miejsca czatów. Podobnie jak inne żołny, schwytane żądłówki miażdży końcem dzioba, aby uniknąć użądlenia.

## Status
IUCN uznaje żołnę małą za gatunek najmniejszej troski (LC, Least Concern) nieprzerwanie od 1988 roku. Globalny trend liczebności populacji uznawany jest za spadkowy ze względu na rozpylanie pestycydów w celu ograniczenia liczebności much tse-tse.

## Podgatunki
Wyróżnia się 5 podgatunków Merops pusillus:
- M. p. pusillus Statius Müller, 1776 – Senegal i Gambia do południowo-zachodniego Sudanu i północnej Demokratycznej Republiki Konga
- M. p. ocularis (Reichenow, 1900) – wschodnia Demokratyczna Republika Konga, północna Uganda i środkowy Sudan do wybrzeży Morza Czarnego
- M. p. cyanostictus Cabanis, 1869 – wschodnia Etiopia, zachodnia Somalia i wschodnia Kenia
- M. p. meridionalis (Sharpe, 1892) – południowa i wschodnia Demokratyczna Republika Konga do zachodniej Kenii i na południe do środkowej Angoli, Zimbabwe i RPA
- M. p. argutus Clancey, 1967 – południowo-zachodnia Angola, Botswana i południowo-zachodnia Zambia